# Aryan Brotherhood
L'Aryan Brotherhood (AB) en français : « Fraternité aryenne » est un gang de détenus fondé en Californie en 1964, dans la prison d'État de San Quentin, après la fin de la ségrégation dans les lieux de détention, et qui s'est développé dans de nombreux États des États-Unis, parallèlement à d'autres mouvements (par exemple les DC Blacks, Black Guerrilla Family (BGF), Crips, Bloods ou El Rukns qui sont composés exclusivement d'Afro-Américains). C'est l'un des gangs les plus violents des États-Unis.
Les membres de l'Aryan Brotherhood arborent des tatouages incluant les mots « Aryan Brotherhood », « AB », SS, 666, éclairs et autres symboles nazis ou issus de l'iconographie celtique.
Un symbole manuel de l'Aryan brotherhood consiste à lever son index, son annulaire et son petit doigt pour évoquer les chiffres 1 et 2. Si l'on remplace les chiffres 1 et 2 par les lettres correspondant dans l'alphabet, on obtient A et B, ou Aryan Brotherhood.

## Fondation
Jusque dans les années 1960, la plupart des prisons aux États-Unis pratiquaient la ségrégation raciale. Lorsque les politiques pénitentiaires évoluèrent, les détenus de différentes origines se mélangèrent et se regroupèrent selon des critères raciaux pour se protéger les uns des autres. La Fraternité Aryenne se créa à partir d'un groupe de motards en 1964, dans la prison de San Quentin. Les procureurs qui conduisirent des enquêtes sur le gang expliquèrent qu'il s'était formé pour lutter contre les Black Panthers. Il se peut qu'il soit une évolution d'une bande déjà existante dans les années 1950-1960, le Blue Bird Gang. À l'origine, ses membres étaient exclusivement d'origine irlandaise et la plupart de ses activités reposaient sur ce critère. Avec le temps cependant, la dimension strictement irlandaise du groupe s'éroda au profit d'une recherche de rentabilité maximale.
Comparée à d'autres gangs des États-Unis, l'Aryan Brotherhood est une minorité. Pour s'imposer et se démarquer, les membres de l'Aryan Brotherhood en sont donc venus à commettre des meurtres particulièrement atroces, destinés à faire peur à leurs rivaux.

## Critères de recrutement
Pour faire partie de l'Aryan Brotherhood, il faut :
- être un prisonnier blanc ;
- avoir commis un meurtre ;
- prêter allégeance.

## Départ du groupe
La seule façon de quitter l'Aryan Brotherhood est de mourir. Une fois entré, il est interdit de quitter la fraternité vivant.

## Fonctionnement
Malgré les tatouages qu'arborent ses membres (croix gammées, éclairs SS, aigle nazi, etc.), l'Aryan Brotherhood ne se voit pas comme un mouvement politique à proprement parler, et n'est pas exempte de contradictions idéologiques[réf. nécessaire] : tout en prônant la suprématie blanche, elle n'hésite pas à commercer avec des Afro-Américains pour le trafic de drogue, et à collaborer avec la Mafia mexicaine. On notera d'ailleurs la présence en ses rangs de membres d'ascendances latino, juive (c'est le cas du principal meneur de l'organisation Tyler Bingham (en)) ou amérindienne.
Le trafic de drogue (méthamphétamine principalement) est leur principale source de revenu. Pour lancer ce trafic, l'Aryan Brotherhood s'est créé un fond de caisse en braquant des banques et des commerces[réf. nécessaire].
Dans les années 1980, le gang instaure une structure binaire avec une faction propre au système pénitentiaire et une autre à l'extérieur.
L'organisation du gang varie entre chaque prison. Par exemple, dans la prison d'Arizona, les membres se nomment « Kindred » et ils s'organisent en « Familles ». Le Kindred doit recruter d'autres membres, connus sous le nom de « progeny ». Le Kindred sert de mentor à la nouvelle recrue.
La vie au sein du gang est très réglementée et il est impératif de respecter un certain nombre de règles. L'entrée dans le gang obéit au principe du « Blood in blood out » et il est nécessaire pour une recrue potentielle de faire ses preuves en assassinant ou en agressant quelqu'un[réf. nécessaire].

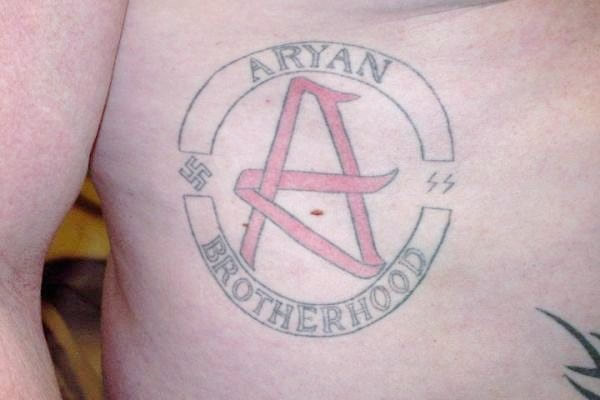
Tatouage d'un sympathisant de la Fraternité aryenne.

Une fois accepté dans le gang, la recrue doit prêter serment :
« An Aryan brother is without a care/He walks where the weak and heartless won't dare/For an Aryan brother, death holds no fear/Vengeance will be his, through his brother still here. » (« Un frère aryen ne fait pas de sentiments, / il va où les faibles et les peureux ne vont pas/ Pour un frère aryen, la mort n'est pas une crainte/ La vengeance sera sienne, par son frère toujours présent »).
Souvent alliée aux autres groupes suprémacistes blancs comme le Ku Klux Klan et les Aryan Nations, ou aux groupes de motards comme les Hells Angels, l'Aryan Brotherhood constitue un gang extrêmement violent dans les prisons américaines. De 1975 à 1985, ses membres ont été accusés d'avoir commis au moins 40 meurtres en milieu carcéral et 13 meurtres hors des prisons pour la seule Californie ; les victimes peuvent être des membres (qui n'ont pas respecté la discipline interne) comme des non-membres. Une fois libérés, les membres de l'Aryan Brotherhood doivent continuer à travailler pour leurs camarades restés derrière les barreaux. Un ancien membre de l'Aryan Brotherhood a déclaré en 2006 devant un tribunal que le parrain mafieux new-yorkais John Gotti avait offert 500 000 $ à des membres de l'Aryan Brotherhood incarcérés au pénitencier fédéral de Marion (en), dans l'Illinois, pour qu'ils assassinent un détenu afro-américain qui l'avait frappé. Le criminel Charles Manson sera quant à lui utilisé par le gang pour faire entrer de la drogue en prison : les femmes qui venaient le rencontrer au parloir servaient de « mules » en cachant des substances illicites dans leur vagin.
L'Aryan Brotherhood se focalise sur les activités typiques du crime organisé qui sont le trafic de drogue, la prostitution de détenus, le racket et les contrats d'assassinat. Selon un rapport fédéral récent, la Fraternité s'est alliée avec des gangs asiatiques pour importer de l'héroïne de Thaïlande. D'autres preuves suggèrent que la Fraternité est très proche des gangs mexicains[réf. nécessaire].
Plusieurs de ses membres, comme Bobby Beausoleil ne sont pas racistes à l'origine mais rejoignent ses rangs pour y trouver une protection lorsqu'ils sont incarcérés dans une prison où les détenus blancs sont en minorité. Par ailleurs, certains suprémacistes blancs incarcérés n'apprécient pas que la Fraternité accepte en son sein des juifs, ni qu'elle prétérite son idéologie au profit d'intérêts matériels au point de commercer épisodiquement avec certains gangs afro-américains dans ses trafics illicites.
Les leaders historiques sont Dallas Earl Scott (mort en 1999), membre fondateur du gang, Tyler « the Hulk » Bingham et Barry « the Baron » Mills, tous deux incarcérés dans la prison de très haute sécurité ADX Florence, dans le Colorado (Barry Mills y décédera en 2018). L'un des membres les plus connus est Thomas Silverstein qui tuera un gardien de prison.

## Déclin du gang
En 2002, après six ans d'enquête, quarante chefs et membres réputés du gang (la plupart déjà en prison) sont arrêtés, poursuivis pour racket, trafic de drogue et meurtres,,, et placés à l'isolement, notamment dans des prisons de très haute sécurité (ADX Florence, Pelican Bay, pénitencier fédéral de Marion (en), etc.), ce qui affaiblira profondément le gang. En 2006, les chefs historiques de l'Aryan Brotherhood encore en vie, Barry Mills et Tyler Bingham, sont condamnés respectivement à quatre et trois peines de prison à perpétuité consécutives.

## Localisations principales
Californie
- Prison d'État de San Quentin
- Prison d'État de Corcoran
- Prison d'État de Pelican Bay
- Prison d'État de Folsom
- Prison de Lompoc (USP Lompoc (en))
- Institution pour hommes de Chino

Connecticut
- Institution correctionnelle de Garner à Newtown

Illinois
- Pénitencier fédéral de Marion (en), Marion

Kansas
- Pénitencier fédéral de Leavenworth, Leavenworth

Mississippi
- Centre correctionnel du Mississippi à Pearl

Nevada
- Prison d'État du Haut Désert (en)

Texas
- Allan B. Polunsky Unit
- Prison du comté de Harris
- Unité Supermax d'Estelle d'Hunsville

### Cinéma
- Délit d'innocence (1989)
- Ricochet (1991)
- Sans rémission (1992)
- Les Princes de la ville (1993)
- American History X (1998)
- L'effet papillon (2004)
- Miami Vice : Deux flics à Miami (2006)
- Course à la mort (2008)
- Inherent Vice (2014)
- L'Exécuteur (2017)
- El Recluso (2018)

### Série télévisée
- Oz : Vernon Schilinger
- Prison Break : Theodore « T-Bag » Bagwell
- Breaking Bad
- Sons of Anarchy
- Banshee
- L'Arme Fatale

### Vidéographie
- Gangland : « Gang Aryan Brotherhood – Fraternité Meurtrière » (documentaire), 2007.